# イルローザ
株式会社イルローザは、徳島県徳島市南沖洲に本社を置く企業である。洋菓子、焼き菓子、アイスクリーム、チョコレートの製造および、直営店舗の本社工房併設 焼菓子工房での販売を行っている。2019年10月1日、株式会社昌栄（しょうえい）から株式会社イルローザに商号変更した。

## 概要
直営店舗「本社工房併設 焼菓子工房」での販売のほか、インターネットを利用した通信販売も手がけている。郷土菓子『マンマローザ』などを全国へ発信している。
かつては洋菓子専門店の「IL RO'SA」（後述）を10店舗（2021年3月現在）展開していた。
また、イルローザ小松島店では、歩き遍路に対する「お接待」として菓子を配布していた。
2012年3月20日に徳島県立神山森林公園の命名権を獲得し、「徳島県立神山森林公園イルローザの森」に名称変更された。

## 主な商品
- マンマローザ
- 和三盆ロール
- フィナンシェ
- 鳴門金時ポテレット
- ゆずとゆずのケーキ
- ミューゼ
- ガトークラシックショコラ

## 直営店舗
- 本社工房併設 焼菓子工房（昌栄本社に併設） - 徳島市南沖洲5丁目6-20番地[3]

## 2024年3月まで営業していた店舗
販売店舗のIL RO'SA（イル・ローザ）を、徳島市内に3店舗、徳島市外に7店舗展開していた。そのうちの1店舗は上記の本社工房併設 焼菓子工房として2024年4月12日から唯一の直営店舗として営業を再開した。
★印の店舗は、カフェを併設（カフェの利用可能時間は店舗の営業時間と異なる場合があった）、☆の店舗は無料コーヒーコーナーを併設していた。
徳島県（徳島市内）
- 南沖洲工房店（昌栄本社に併設） - 南沖洲5丁目6-20番地[5]
- 北佐古店★ - 北佐古一番町79-3
- マルナカ徳島店 - 西新浜町1丁目45-1

徳島県（徳島市以外）
- フジグラン石井店 - 名西郡石井町高川原字天神544-1
- 藍住店☆ - 板野郡藍住町奥野字西中須
- 阿波おどり空港店 - 板野郡松茂町豊久朝日野16-2
- 鳴門店★（月数回スイーツビュッフェあり） - 鳴門市撫養町黒崎字松島405
- 小松島店 - 小松島市日開野町字崎田15-10
- 阿南店☆ - 阿南市才見町三本松23-1
- 脇町店☆ - 美馬市脇町字拝原2057-1

## 閉鎖店舗
★印の店舗は、カフェを併設（カフェの利用可能時間は店舗の営業時間と異なる場合があった）、☆の店舗は無料コーヒーコーナーを併設していた。
徳島県（徳島市内）
- そごう徳島店★ - 寺島本町西1丁目5番地・B1F（2020年8月31日閉店）
- クレメント店★ - 寺島本町西1丁目61番地・2F（2015年7月20日閉店）
- 紺屋町店★（イルローザ初のカフェ併設店舗） - 紺屋町5番地 アクティ211階（2021年2月28日閉店）
- 国府店☆ - 国府町桜間字登々路21（2021年1月31日閉店）
- 八万店 - 八万町大坪187-4 （2021年1月31日閉店）

徳島県（徳島市以外）
- フジグラン北島店 - 板野郡北島町鯛浜西ノ須174番地 フジグラン北島1階（2021年2月28日閉店）
- ゆめタウン徳島店 - 板野郡藍住町奥野字東中須88番地の1 ゆめタウン徳島1階（2021年2月28日閉店）
- 松茂店（旧松茂空港前店）☆ - 板野郡松茂町笹木野字八北開拓213（2021年2月28日閉店）

香川県
- 東かがわ店★ - 東かがわ市白鳥117（2021年2月28日閉店）
- イオン綾川店 - 綾歌郡綾川町萱原822-1
- ゆめタウン丸亀店 - 丸亀市新田町150 ゆめタウン丸亀1階（2014年9月開店）
- ゆめタウン高松店 - 高松市三条町608-1 ゆめタウン高松1階（2014年9月18日開店-2016年閉店）

愛媛県
- 三越松山店 - 松山市一番町3丁目1番地1

兵庫県淡路島
- イオン洲本店 - 洲本市塩屋1-1-8（2021年2月28日閉店）
- 南あわじ店★ - 南あわじ市八木養宜上中山1011-1（2021年2月28日閉店）